# Sergent primer

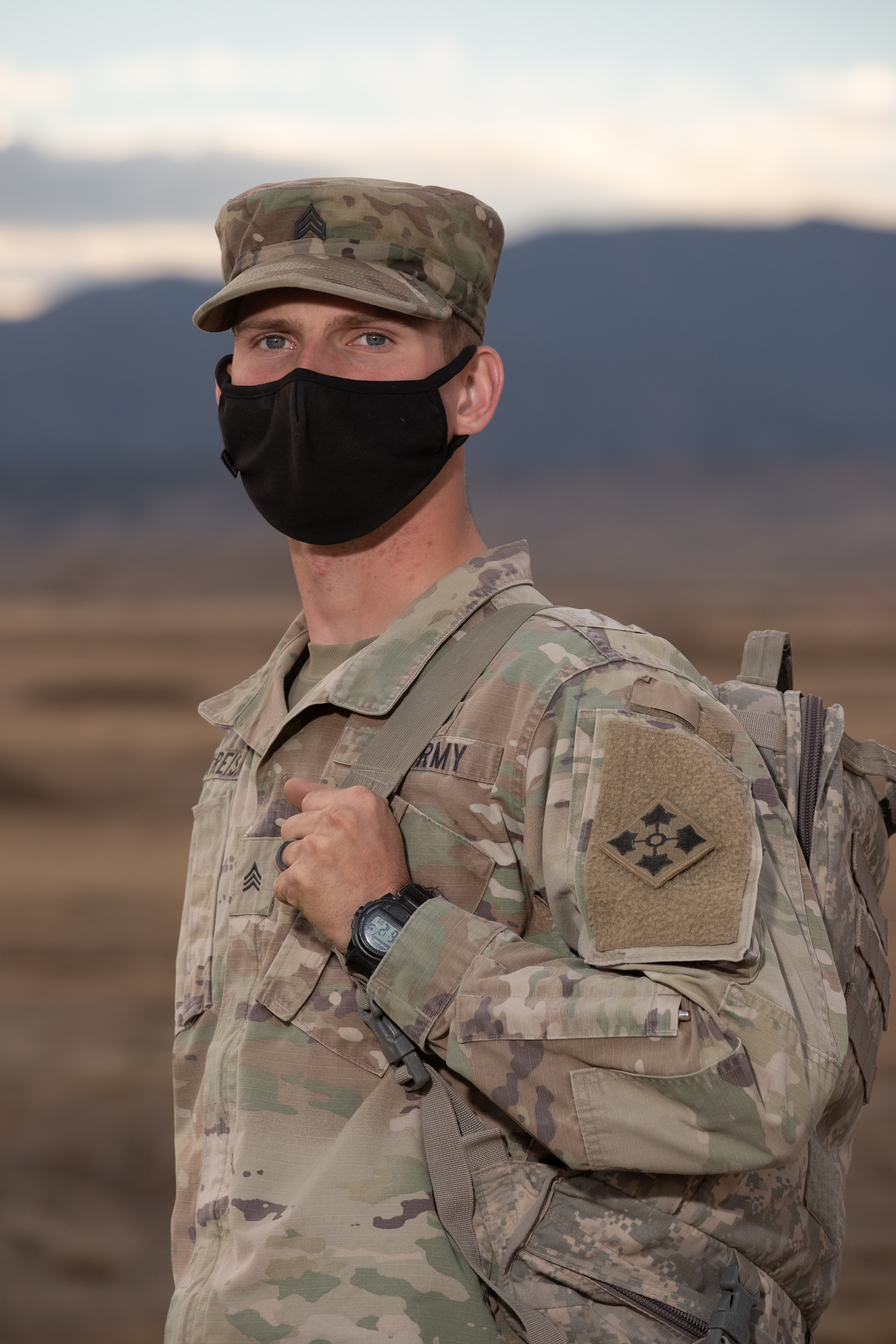
Sergent dels Estats Units d'Amèrica

Sergent primer és un grau militar dels exèrcits de terra, aire i d'algunes armades, que és ostentat per un oficial o sotsoficial. En comparació amb el sistema naval, el seu equivalent és el grau de cap sotsoficial sènior o pot dir-se igual, depenent del país.
El sergent primer és el grau més alt de sotsoficial, dirigint un grup nombrós de soldats, manats per sergents que responen davant ell. No obstant això, a l'exèrcit estatunidenc es considera superior el rang de sergent major, que és el sergent primer dels sergents primers. La insígnia és similar a la d'un sergent major, però amb un rombe en el centre.
En l'àmbit dels països que formen part de l'OTAN, al grau de sergent primer li correspon el codi OR-7 segons la norma STANAG 2116 que estandarditza els graus del personal militar.

## Espanya
A Espanya, el sergent primer és una ocupació militar compresa en la categoria de sotsoficiales, superior al de sergent i inferior al de brigada. S'ascendeix per antiguitat. Les seves comeses són pràcticament els mateixos que els del seu immediat inferior, el sergent; igual que aquest manen un escamot. La seva divisa són 3 franges o línies grogues i 1 angle amb vores (rivets) vermells (Terra)/verds (Aire).

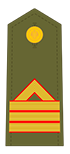
Divisa sargent primer Ejército de Tierra
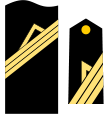
Divisa sargent primer Armada
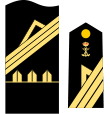
Divisa sargent primer Infantería de Marina
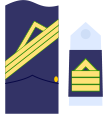
Divisa sargent primer Ejército del Aire
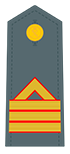
Divisa sargent primer Guardia Civil